# Павлов, Борис Гаврилович
Бори́с Гаври́лович Па́влов (7 мая [20 мая] 1904, Молосковицы, Ямбургский уезд, Санкт-Петербургская губерния, Российская империя — 19 апреля 1971, Свердловск, РСФСР, СССР) — советский инженер-конструктор. Лауреат Сталинской премии (1950).

## Биография
Родился 7 (20 мая) 1904 года на станции Молосковицы Ямбургского уезда (ныне Волосовский район, Ленинградская область).
Трудовую деятельность начал в 1924—1925 году токарем.
В 1935 окончил ЛИИ имени М. И. Калинина по специальности инженер-механик.
С 1934 года работал на Уралмаш имени С. Орджоникидзе. В конце 1930-х годов один из создателей ковочных прессов усилием 60 МН, 150 МН, штамповочных и гибочных прессов усилием 25 МН, 30 МН, 70 МН.
С 1940 года главный конструктор прессового оборудования. В годы войны руководил созданием прессов для правки и гибки танковой брони и для производства авиационной фанеры.
В 1956—1959 годах работал в США по приемке оборудования, и в Индии — руководитель группы специалистов по запуску завода тяжелого машиностроения (Ранчи).
Один из участников проектирования уникальных штамповочных прессов усилием 300 МН и 700 МН и горизонтальных прессов усилием 120 МН и 200 МН, использовавшихся в авиастроении (самолёты «Антей», «Руслан», ИЛ-86Б и тяжелые ракетоносители).
Умер 19 апреля 1971 года в Свердловске. Похоронен на Северном кладбище.

## Семья
Родители: отец Павлов Гавриил Павлович, 1863 года рождения, ямбургский мещанин, железнодорожный работник: водокачальный машинист на станции, мать Павлова Евдокия Васильевна (1863 г.р.). Умерли в 1938 году в Молосковицах.
Женат, 2 сыновей: Борис Борисович Павлов и Юрий Борисович Павлов.

## Награды и премии
- Орден Ленина
- Сталинская премия первой степени (1950) — за создание первого советского рельсобалочного стана на НТМК.